# كيجيرو نانبو
كيجيرو نانبو (باليابانية:南部麒次郎)، عسكري ياباني، من مواليد 22 سبتمبر عام 1869م، وهو عسكري في رتبة الفريق الركن في الإمبراطورية اليابانية، وكان كيجيرو أول ياباني يصنع المسدس والتي تشبه المسدس الألماني في زمن الإمبراطورية الألمانية، وتوفي في اليوم الأول من مايو سنة 1949م، علماً أن المسدس الياباني الشهير نانبو منع من الاستخدام والصناعة بعد استسلام الإمبراطورية اليابانية عام 1949م، وتوقف الصناعة نهائياً، ولم تعد تصنع المسدس إلا لغرض تجريبي واستعراضي فقط.

## الأسلحة
صنع كيجيرو عدداً من الأسلحة والتي أستخدمت في زمن الحرب العالمية الثانية، وكان له خبرة في إنتاج الأسلحة الخفيفة والمتوسطة وهي :
- Type II machine pistol
- نانبو
- رشاش طراز 100
- Type 3 Heavy Machine Gun
- Type 92 Heavy Machine Gun
- Type 11 Light Machine Gun
- Type 96 Light Machine Gun
- Type 97 Light Machine Gun
- Type 99 Light Machine Gun

## وصلات خارجية
- Dragons of Fire.com نسخة محفوظة 8 سبتمبر 2013 على موقع واي باك مشين.
- Japanese Nambu Pistols
- Nambu World: A Brief History of Japanese Handguns